# Nématique

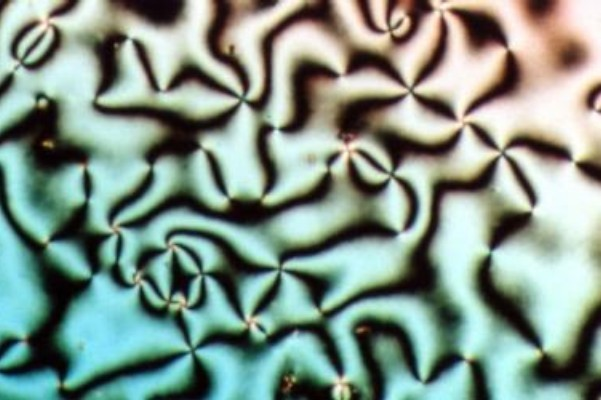
Texture dans une phase nématique.

L'état nématique est un état de la matière intermédiaire entre celui des phases solide cristalline et liquide. Les molécules, de forme allongée (même racine de l'ancien grec que le mot nematoda désignant un type de vers effilés), sont réparties sans ordre de position (comme dans un liquide) mais en demeurant en moyenne parallèles les unes aux autres, c'est-à-dire avec un ordre d'orientation à longue portée (comme dans un cristal). Dans le cas quantique, la phase nématique est décrite par un fluide électronique qui brise spontanément une symétrie de l'Hamiltonien lors de l'échange de deux axes. Cette phase est alors très différente de sa contrepartie classique. Un point très important de la phase nématique est sa coexistence fréquente avec d'autres phases quantiques comme l'ordre magnétique ou supraconducteur.

## Généralités

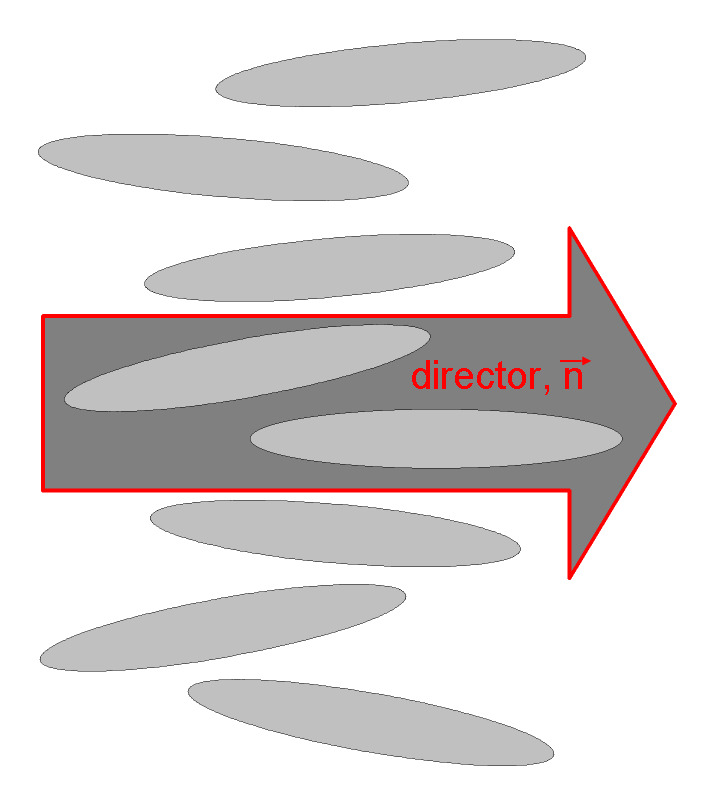
Orientation moyenne des molécules et directeur n.

Les molécules composant le nématique ont une forme cylindrique, la plupart des propriétés caractéristiques des nématiques en découlent. Ainsi, le fluide nématique diffère du liquide isotrope par l'alignement spontané des molécules. La phase nématique naît de cet ordre d'orientation des molécules à grande distance, c'est un comportement collectif. L'orientation moyenne des molécules est appelée le directeur {\displaystyle {\vec {n}}} et est définie à {\displaystyle \pi } près.
La substance est biréfringente, optiquement uniaxe positif. L'observation d'un échantillon au microscope montre des fils à l'intérieur. En référence à ces défauts, observés dans les fluides cristallins de O. Lehman, G. Friedel nomma cette phase « nématique » (du grec νεμα « fil »).
Si la viscosité de la phase nématique est du même ordre de grandeur que celle de la phase liquide isotrope, une forte anisotropie existe, la substance coule plus facilement lorsque l'écoulement est dans le sens du directeur que lorsqu'il est dans un plan perpendiculaire. Dans ce dernier cas, l'écoulement peut tendre à modifier l'orientation du directeur. L'étude de l'écoulement d'un nématique sous contrainte est appelée nématodynamique.
Le diagramme de phase classique est modifié, la phase nématique s'intercalant entre la phase liquide et la phase solide (ou/et une phase smectique le cas échéant), certaines substances possédant un point triple liquide-nématique-solide et d'autres susceptibles d'accepter la phase nématique pour une pression nulle.

## Distorsions

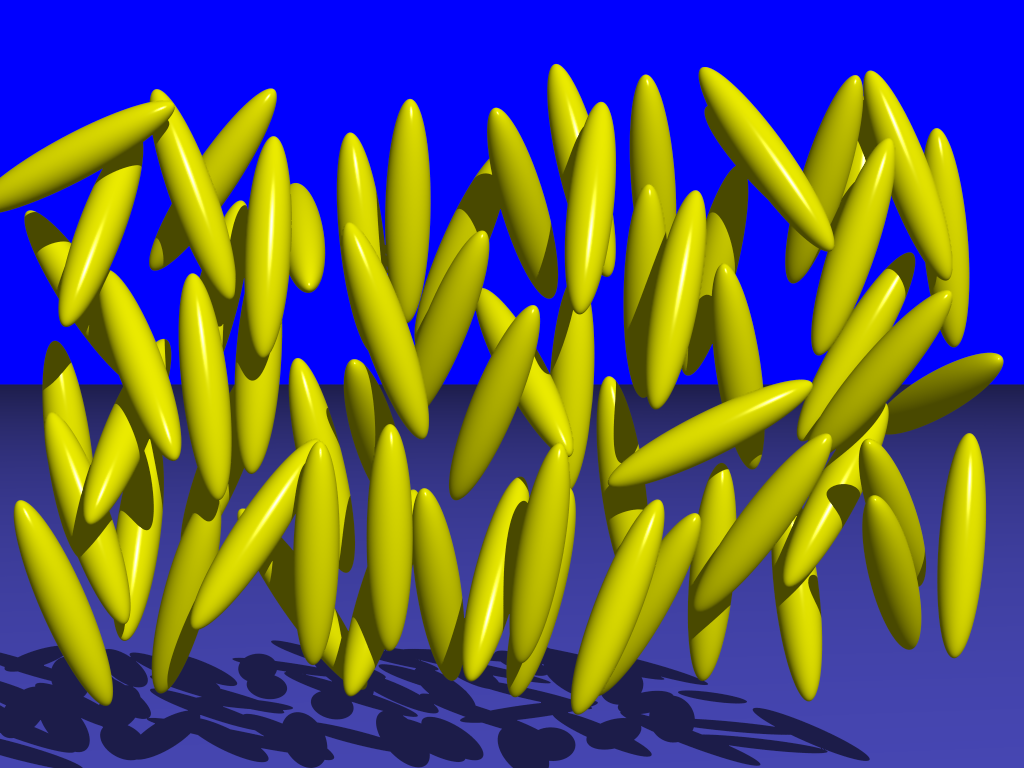
Distribution de l'orientation des molécules.

L'ordre d'orientation se mesure en général (avec la théorie de Mayer et Saupe) à partir du paramètre d'ordre {\displaystyle s={\frac {1}{2}}\langle 3cos^{2}(\varphi )-1\rangle } où {\displaystyle \varphi } est l'angle d'une molécule avec le directeur et la mise entre crochet indique le calcul de la valeur moyenne sur un grand nombre de molécules. À l'instar de la fonction de distribution de l'orientation des molécules, cette fonction possède une symétrie cylindrique suivant le directeur. Dans un liquide isotrope, aucune direction n'est privilégiée, on obtient exactement s=0 après la transition nématique-isotrope. Dans le cas d'un parallélisme parfait des molécules, on aurait s=1, mais en réalité, s n'atteint pas 1 et tourne aux alentours de 0,6 - 0,8 pour la phase nématique.
L'énergie libre (F) ne dépend pas de la direction d'orientation moyenne (c'est par exemple l'ancrage aux surfaces qui donne une direction privilégiée). Si l'orientation du directeur varie d'une région à l'autre du nématique, cela induit une distorsion et une augmentation de l'énergie libre.
L'expression d'Oseen-Frank permet de traduire l'énergie libre en fonction des distorsions spatiales des molécules dans le nématique. L'expression comprend quatre termes qui dépendent de l'orientation du directeur, cependant, le quatrième terme (proportionnel à la constant K2), dit « de surface » est négligé dans la majorité des cas. L'expression de l'énergie libre par unité de volume s'écrit, :
Le premier terme splay traduit les déformations en éventail du directeur, le second terme twist traduit les déformations en torsion du directeur, le troisième terme bend, traduit les déformations en courbure du directeur.

## Disinclinaisons
Les défauts dans les nématiques sont classés par théorie d'homotopie selon les 1er, 2d et 3e groupes d'homotopie, séparant les textures des défauts ponctuels, des dislocations et hedgehogs. Les fils observés au microscope dans les nématiques sont des lignes de dislocation dans le fluide. Pour comprendre les disinclinaisons, il est possible d'utiliser l'approximation d'élasticité isotrope, on pose alors {\displaystyle K_{11}=K_{22}=K_{33}=K}.
L'expression de l'énergie libre se simplifie et devient :

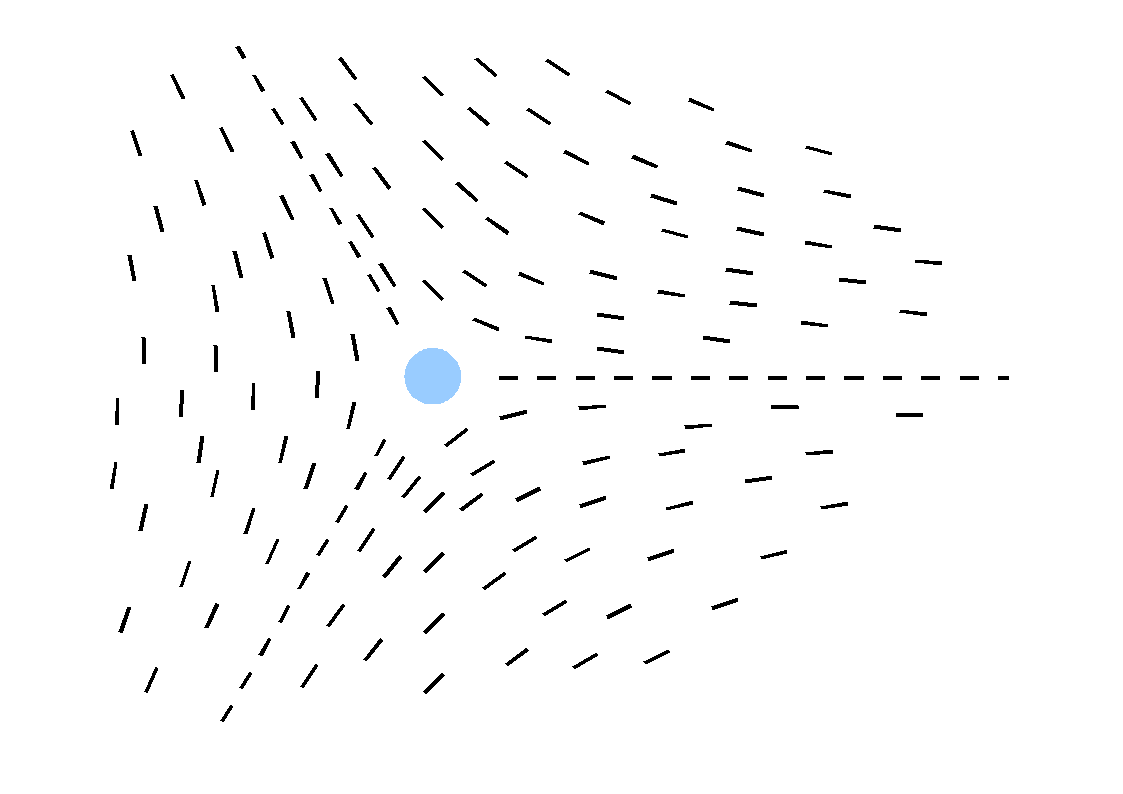
Disposition des molécules dans le cas m=-1/2

On considère une ligne de disinclinaison le long de l'axe z, le directeur étant contraint dans le plan (x,y), il fait un angle {\displaystyle \theta }(x,y) avec l'axe x. Dans ce référentiel, le directeur {\displaystyle {\vec {n}}} a pour coordonnées (cos({\displaystyle \theta }), sin({\displaystyle \theta }),0).
L'expression se calcule alors en fonction de {\displaystyle \theta }, :
{\displaystyle f_{v}={\frac {1}{2}}K\left[\left({\frac {\partial n_{x}}{\partial x}}+{\frac {\partial n_{y}}{\partial y}}\right)^{2}+\left({\frac {\partial n_{y}}{\partial x}}-{\frac {\partial n_{x}}{\partial y}}\right)^{2}\right]={\frac {1}{2}}K\left[\left({\frac {\partial \theta }{\partial x}}\right)^{2}+\left({\frac {\partial \theta }{\partial y}}\right)^{2}\right]={\frac {1}{2}}K[{\vec {\nabla }}\theta ]^{2}}.

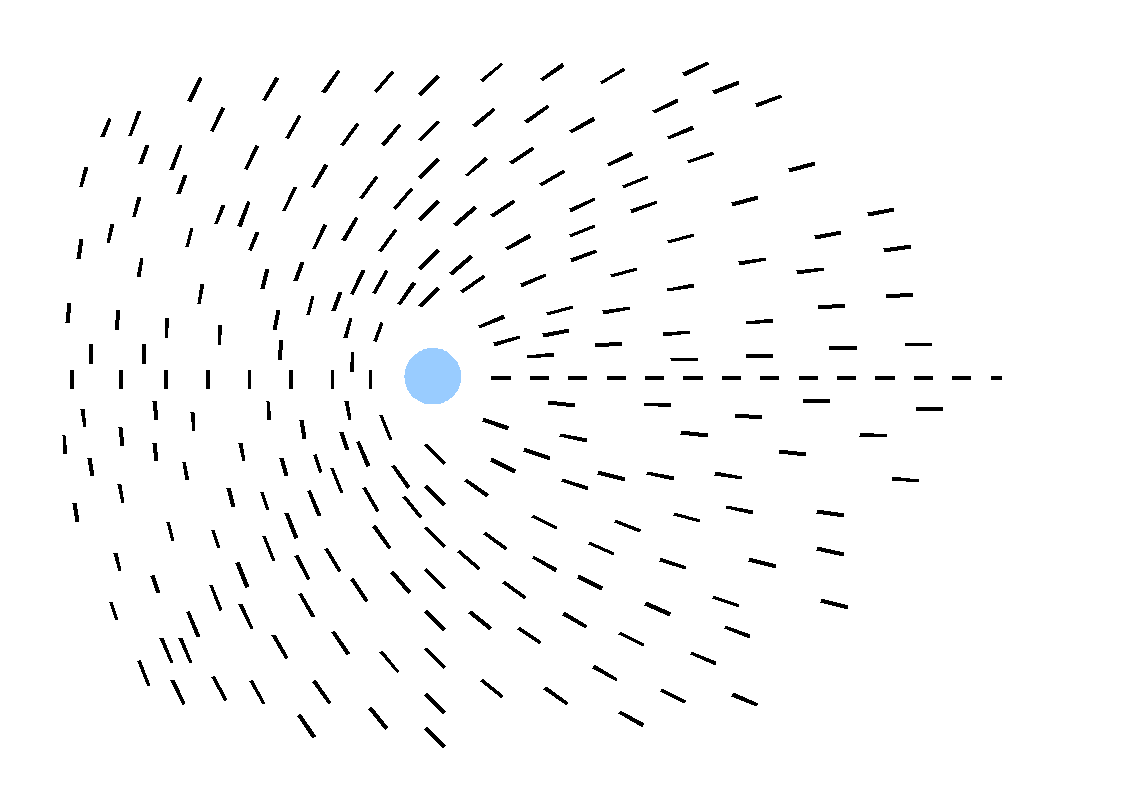
Disposition des molécules dans le cas m=1/2

Cette énergie libre est minimale lorsque {\displaystyle \Delta \theta =0}.
Les solutions {\displaystyle \theta }=constante correspondent à un champ uniforme. Les solutions sont du type {\displaystyle \theta }= m {\displaystyle \phi } + constante où {\displaystyle tg(\phi )=y/x} avec m entier ou demi-entier (car le directeur est défini à {\displaystyle \pi } près),, la constante correspondant à une rotation du directeur. Cette équation permet de tracer les configurations du directeur correspondant aux différentes disinclinaisons observées, avec une singularité au centre.
L'énergie par unité de longueur de la distorsion s'écrit finalement :
{\displaystyle F=\int _{V}f_{v}dV={\frac {1}{2}}K\int _{r_{c}}^{r}(m/r)^{2}2\pi rdr=Km^{2}\pi ln(r/r_{c})} où {\displaystyle r_{c}} est le rayon de coupure (de l'ordre de la dimension moléculaire) que l'on peut estimer en comparant l'énergie du nématique à celle de la phase isotrope. De plus, comme l'énergie libre dépend de m², les configurations avec m petit sont plus favorables.

## Orientation en présence d'un champ électrique
L'anisotropie diélectrique dans les nématiques est à l'origine de la plupart des applications électrico-optiques. Les molécules composant le nématique sont particulièrement sensibles aux champs électromagnétiques. Elles portent un moment dipolaire (induit par le champ et/ou permanent, provenant de la différence de répartition des charges positives et négatives au sein de la molécule). En fonction de la valeur des coefficients de permittivité, les molécules tendent à s'orienter parallèlement ou perpendiculairement au champ électrique {\displaystyle {\vec {E}}} et créent un champ de polarisation. Le champ de polarisation {\displaystyle {\vec {E}}_{pol}} des molécules alignées contrebalance, en partie, le champ initial {\displaystyle {\vec {E}}} (comme dans un condensateur en présence d'un diélectrique).
Si on identifie l'axe z avec celui du directeur, la matrice des constantes diélectriques s'écrit :
{\displaystyle {\epsilon }={\begin{pmatrix}\epsilon _{1}&0&0\\0&\epsilon _{1}&0\\0&0&\epsilon _{2}\\\end{pmatrix}}} où {\displaystyle \epsilon _{2}} est la constante diélectrique dans l'axe de la molécule (id. axe z ou axe du directeur).

Le vecteur polarisation s'écrit (approximation du premier ordre) : 

ou (suivant ses composantes) : 
où le champ {\displaystyle {\vec {E}}} possède des composantes Ex, Ey, Ez. Notons que le champ {\displaystyle {\vec {E}}} n'est pas nécessairement aligné avec le vecteur polarisation (anisotropie : {\displaystyle \epsilon _{1}}≠ {\displaystyle \epsilon _{2}}), ni initialement avec la molécule.
Le  couple exercé sur le directeur par le champ {\displaystyle {\vec {E}}} est :
{\displaystyle {\vec {\Gamma }}={\vec {P}}\wedge {\vec {E}}}.
Les composantes du couple sont donc :
{\displaystyle ({\Gamma }_{x}=(\epsilon _{1}-\epsilon _{2})E_{y}E_{z}}, {\displaystyle {\Gamma }_{y}=(\epsilon _{2}-\epsilon _{1})E_{x}E_{z}}, {\displaystyle {\Gamma }_{z}=0)}.
Si la différence {\displaystyle \epsilon _{2}-\epsilon _{1}} est négative, le couple tend à aligner le directeur perpendiculairement au champ, si elle est positive, le directeur tend à s'aligner au champ.

## Phase nématique quantique
La phase nématique est décrite par un fluide électronique qui brise spontanément une symétrie de l'Hamiltonien lors de l'échange de deux axes. Par exemple, dans un système avec une symétrie de quatre dans l'état normal, il y aura une symétrie de deux dans l'état nématique. Au contraire des cristaux liquides classiques, la phase quantique provient d'un système fortement corrélé avec des électrons comme particules ponctuelles. Cette phase est alors très différente de sa contrepartie classique. Un point très important de la phase nématique est sa coexistence fréquente avec d'autres phases quantiques comme l'ordre magnétique ou supraconducteur. Pour bien décrire et comprendre l'état nématique, il est pratique d'énoncer un paramètre d'ordre. Par exemple, pour une brisure de symétrie C4 à C2 dans le plan x-y, les paramètres d'ordre possible sont les suivants :
{\displaystyle {\mathcal {N}}={\frac {\rho _{xx}-\rho _{yy}}{\rho _{xx}-\rho _{yy}}}\quad \mathrm {ou} \quad {\mathcal {N}}={\frac {S(\mathbf {Q} )-S(\mathbf {Q} ')}{S(\mathbf {Q} )+S(\mathbf {Q} ')}}}
où {\displaystyle \rho _{ab}} est le tenseur de résistivité et {\displaystyle S(\mathbf {Q} )} est le facteur de structure.
Dans d'autres systèmes, le paramètre d'ordre peut être énoncé de façon similaire. Le point important est que le paramètre est essentiellement zéro en dehors de la phase nématique et croit de plus en plus à l'intérieur de cette phase. Il existe une maille carrée avec des moments magnétiques qui sont orientés de façon aléatoire dans la phase désordonnée. Cette phase est désordonnée, mais isotropique, les propriétés électroniques seront les mêmes pour les différents axes cristallographiques. Dans la phase nématique, les moments s'alignent de façon anti parallèle d'une colonne à l'autre, mais comporte un alignement décentré par un petit angle. Dans l'état magnétique, les moments sont parfaitement alignés.
Dans un cas réel, il y aura une partie du système avec du désordre dans un déséquilibre thermodynamique. Ce désordre doit être pris en compte sous forme d'ajout à l'Hamiltonian d'origine:
{\displaystyle H_{dis}=\int d\mathbf {r} \mathrm {Tr} [h(\mathbf {r} ){\mathcal {N}}(\mathbf {r} )]}
où h est un paramètre du désordre local et n'est aucunement lié à l'état nématique. L'ajout du désordre va modifier de façon importante le système nématique. Par exemple, pour un système nématique XY avec une dimension D<4 ou un système Ising de dimensions D≤2, aucune brisure de symétrie ne peut avoir lieu en présence de désordre. Pour les autres systèmes, malgré la brisure de symétrie, il est parfois difficile de distinguer entre les deux phases. Il est alors préférable de faire des mesures locales où la phase nématique sera présente sous forme de domaine avec une longueur de corrélation {\displaystyle \xi _{domaine}}.

### État nématique XY
C'est dans les années 80 que l'intérêt pour les systèmes de spins en deux dimensions fait son apparition. En 1985, Korshunov présente le modèle XY d'un système en 2D. Ce modèle comprend l'interaction entre deux spins classiques avec la compétition entre le couplage ferromagnétique et nématique. Deux minimums d'énergie sont possibles, soit les spins parallèles et antiparallèles. L'Hamiltonien du système est le suivant :
{\displaystyle H=-\sum _{\langle ij\rangle }{\bigg [}\Delta \cos(\theta _{i}-\theta _{j})+(1-\Delta )cos(2(\theta _{i}-\theta _{j})){\bigg ]}}où les angles varient entre 0 et π et ils indiquent l'orientation des spins au site i. Le paramètre Δ indique le couplage ferromagnétique et (1-Δ) est celui pour le couplage nématique. Pour une onde de spins ou des vortex à nombre entier, le paramètre Δ est égal à 1. Pour les vortex à nombres fractionnaires et les frontières de domaines, le paramètre est très près de la limite nématique avec Δ<<1.

### Effet Hall nématique
L'effet Hall nématique est particulier puisque malgré la symétrie du système, il y a une anisotropie dans la résistance longitudinale. Le système est un gaz d'électrons en 2D avec une forte mobilité (μ ~ 107 cm2/Vs) comme dans le GaAs étudié ici. Ce système est déjà connu pour avoir un effet Hall fractionnaire à bas niveau de Laudau. Toutefois, la nématicité apparaît pour les niveaux de Landau N>2, plus précisément pour ν= 9/2, 11/2, 13/2 et 15/2. Pour la valeur de 9/2, la différence entre les deux directions est de plus d'un facteur de 100. Cette anisotropie disparaît avec la température.
Plusieurs théories ont été mises de l'avant pour tenter d'expliquer ce phénomène. Koulakov et al, et Moessner & Chalker ont démontré avec l'analyse Hartree-Fock des électrons en 2D dans les hauts niveaux de Landau que l'état fondamental du système était un ordre avec rayures. Cet ordre est considéré un état d'onde de densité de charges (CDW) unidirectionnelle et elle apparaît à cause du changement dans la force de Coulomb à courte portée. L'analyse faite démontre que cet ordre devrait apparaître vers le milieu du troisième niveau de Landau et dans un niveau fractionnaire. C'est ce qui se passe dans le système étudié plus tôt. De plus, le manque d'anisotropie aux niveaux plus bas vient du fait que les fluctuations quantiques détruisent l'état CDW. Les différentes expériences sur le système mettent de l'avant le fait que la conductivité le long des rayures est bien plus élevée que celle pour traverser vers une autre rayure. Cela indique que le transport primitif se fait selon {\displaystyle (1{\bar {1}}0)} et que les rayures sont selon {\displaystyle (110)}. C'est pourquoi la résistance est bien plus grande dans la direction perpendiculaire aux rayures. Toutefois, après multiples recherches sur ce système, l'élément qui brise la symétrie n'a pas encore été identifié. Par contre, un calcul de la magnétisation du système 2D XY démontre une forte ressemblance à la dépendance de la résistivité primitive dans le système Hall nématique. Les expériences démontrent que les deux dépendances semblent fortement reliées, ce qui porterait à croire que le système à une brisure de symétrie de type {\displaystyle \cos(2\phi )}. Plusieurs expériences restent à faire pour accepter ce fait.

### Phase nématique dans les supraconducteurs à base de fer
La famille des supraconducteurs à base de fer sont découverts en 2008 par le groupe d'Hosono.Un des aspects intéressants des supraconducteurs à base de fer est la proximité entre l'état supraconducteur et l'état magnétique, ce qui porte à croire que les fluctuations magnétiques jouent un rôle essentiel dans l'apparition de la supraconductivité. On observe une autre phase distincte, la phase nématique qui apparait lorsqu'il y a brisure de symétrie entre les directions x et y dans le plan des atomes de fer. Cette brisure de symétrie peut être mesurée de différentes façons et le paramètre d'ordre peut venir de différents phénomènes.
Premièrement, la déformation de la maille orthorhombique peut être observée grâce à la diffraction de rayons X. Lors de la brisure de symétrie, il y aura une plus grande intensité à l'un des pics magnétiques (antiferromagnétique), {\displaystyle \mathbf {Q} _{1}=(\pi ,0)} ou {\displaystyle \mathbf {Q} _{2}=(0,\pi )}. On peut calculer le paramètre d'ordre orthorhombique de la façon suivante : {\displaystyle \epsilon _{s}=(a-b)/(a+b)} où a et b sont les paramètres de maille. On peut minimiser l'énergie libre élastique pour obtenir le paramètre d'ordre en fonction de la magnétisation, {\displaystyle \epsilon _{s}\propto \langle M_{1}^{2}\rangle -\langle M_{2}^{2}\rangle }, ce qui démontre que mesurer la distorsion orthorhombique est équivalent à mesurer le paramètre d'ordre nématique.
Deuxièmement, l'ordre nématique à longue portée peut être étudié grâce à la diffraction inélastique de neutrons. Cette méthode mesure direction la corrélation spin-spin. Le paramètre d'ordre peut être obtenu en comparant les facteurs de structure {\displaystyle S(q_{x}+\mathbf {Q} _{1},\omega )}et {\displaystyle S(q_{y}+\mathbf {Q} _{2},\omega )}. Les expériences de diffraction de neutrons illustrent la dépendance en température des deux pics magnétiques et démontre leur différence sous la température de transition structurale. Une expérience de diffraction de neutrons qui pourra détecter ce changement sera certainement une preuve directe de l'origine magnétique de la brisure de symétrie.
Un des supraconducteurs à base de fer le plus étudié est le FeSe. Ce système devient supraconducteur à une température de 9 K et il est sujet à une transition structurelle à {\displaystyle T_{s}\approx 87~K}. Une expérience de ARPES (angle resolved photoemission electron spectroscopy) a été faite sur des échantillons de haute qualité. La surface de Fermi est déformée par la transition structurale, la symétrie de quatre est changée pour une symétrie de deux. La forme elliptique de la surface de Fermi cause une grande anisotropie électronique et augmente la susceptibilité nématique. Il est suggéré que cette phase nématique est liée à la formation de l'état supraconducteur.
Dans sa révision sur la phase nématique dans les supraconducteurs, Fernandes propose les différentes façons que la phase nématique peut apparaitre dans un supraconducteur à base de fer. Premièrement, une distorsion de la maille où les paramètres a et b, selon x et y deviennent différents, est normalement associée à une transition structurelle régie par les phonons. Deuxièmement, un ordre de charge ou orbital où les paramètres d'occupation nx et ny sont différents. Cet ordre est associé à la fluctuation des charges divergentes. Troisièmement, l'ordre de spin où la susceptibilité devient différente selon les axes réciproques, qx et qy avant qu'une onde de densité de spins se forme. Cet ordre est lié à l'apparition de fluctuation de quadripôles magnétiques.

### Phase nématique dans les supraconducteurs à haut Tc
{\displaystyle {\ce {YBa_2Cu_3O_{6+x}}}} est l'un des systèmes les plus purs dans la famille des supraconducteurs à Haut-Tc. De ce fait, il est possible de mieux identifier les phénomènes macroscopiques. Dans ce système, une grande anisotropie est présente bien en dessus de la température de transition TN. Cette anisotropie peut bien être reliée à l'apparition d'une phase nématique. Plusieurs expériences ont été faites pour vérifier cette hypothèse. La première a été de faire des mesures de transport. Les mesures démontrent l'anisotropie flagrante entre les deux axes cristallographiques. Un changement dans la maille orthorhombique pourrait avoir un impact sur la résistivité des deux axes. Toutefois, à cette échelle et considérant une différence de plus d'une magnitude, on peut ignorer cet effet sous la transition. L'autre expérience faite sur ce système est la diffraction inélastique de neutrons. Cette technique est utilisée pour mesurer les différents pics nucléaires ou magnétiques. Dans ce cas-ci, l'intensité de la corrélation des spins est mesurée dans la direction (h00) et (0k0). On constate que l'ordre nématique apparait seulement sous des énergies de transfert de 7 meV. Un ajustement de courbe à l'aide d'une distribution gaussienne centrée à {\displaystyle \mathbf {Q} =\mathbf {Q} _{AF}\pm (\delta ,0)} est effectuée pour chaque pic. Le facteur δ est incommensurable et se comporte comme un paramètre d'ordre. Ces deux expériences démontrent la présence d'une phase nématique électronique sous la majorité de la phase pseudo-gap du {\displaystyle {\ce {YBa_2Cu_3O_{6+x}}}}.
Un autre supraconducteur à Haut-Tc semble manifester un état nématique, mais ici, cet état se trouve sur la surface. Le {\displaystyle {\ce {Bi_2Sr_2CaCu_2O_{8+\delta}}}} est considérablement plus désordonné que le {\displaystyle {\ce {YBa_2Cu_3O_{6+x}}}}mais peut facilement être fendu pour obtenir une excellente surface. Plusieurs études de scanning tunnelling microscopy (STM) ont été faites pour observer l'état nématique. Le système semble avoir une tendance vers un ordre à rayures. Cet ordre local est un état électronique non homogène qui brise la symétrie de rotation C4. Le phénomène est plus intense pour les systèmes sous-dopés et absents dans les cristaux surdopés sans supraconductivité. Le cas nématique de ce système est difficile à analyser à cause de l'aspect vitreux de l'ordre. Une approche optimale a été développée pour le système sous-dopé et l'analyse conclut un ordre nématique à longue portée avec une longueur de corrélation de plus de 100Å.

### Phase nématique dans les supraconducteurs à fermions lourds
Les supraconducteurs à fermions lourds sont appelés ainsi puisqu'ils possèdent un ou plusieurs atomes avec des orbitales f. Dans le CeRhIn5, c'est le cérium qui possèdent des électrons 4f1. Ces orbitales sont si proches du noyau qu'elles augmentent considérablement la répulsion Coulombienne qui donne lieu à la formation de quasiparticules lourdes, d'où le nom fermions lourds. Le CeRhIn5 à pression ambiante et sans champ magnétique, s'ordonne de façon antiferromagnétique à une température de TN=3.85 K. La supraconductivité apparait lorsque le système est soumis à une pression critique de pc=23 kbar,. La phase antiferromagnétique peut être supprimée lorsqu'un champ magnétique de HC=50 T est appliqué au système. Une autre phase corrélée a récemment été découverte au-dessus de H*~28T. Des mesures de résistance dans deux conduits de symétrie non équivalents, B1g([100],[010]) et B2g([110],[1-10]) démontrent une anisotropie très similaire. Cet état à haut champ n'est pas fortement lié à la maille, faisant de ce système un candidat pour un nouvel état nématique XY. Un défi futur sera d'identifier les brisures de symétrie microscopiques pour mieux comprendre la nature de l'état nématique. Il y a aussi le lien entre l'état nématique et la supraconductivité qui reste aussi à comprendre.

### Phase nématique dans le Sr3Ru2O7
Sr3Ru2O7 est un oxyde corrélé intermédiaire. Dans la même famille, on y retrouve le supraconducteur, Sr2RuO4 et les ferroaiments itinérants, SrRuO3 et Sr4Ru3O10. Le Sr3Ru2O7 manifeste une phase nématique avec une brisure de symétrie entre 7.8 T et 8.1 T. Dans le sens large, un système nématique d'électrons corrélés est caractérisé par une réduction de la symétrie de rotation du cristal. Toutefois, il semble que ce n'est pas le cas ici. Des mesures de diffraction de neutrons ont été faites sur le système et aucun changement majeur dans les paramètres de maille carrée n’ont été observés. Ce système ressemble beaucoup au système de Hall nématique, ce qui porte à croire que le cas du GaAs serait plus général que l'on le pense.